# 鳥澤加津志
鳥澤 加津志（鳥沢 加津志、とりさわ かつし、1972年6月15日 - ）は、日本の実業家。株式会社泰斗工研代表取締役。株式会社ＣＫＫ前代表取締役。埼玉県上尾市出身。

## 来歴・人物
1992年　医療ガス設備業を営む株式会社セントラル工事関東(現、株式会社ＣＫＫ)に入社
2002年　代表取締役に就任
2014年　株式会社泰斗工研の代表取締役に就任
その他、未来投資会議、雇用戦略対話、労働政策審議会の委員など公職、日本商工会議所青年部役員などを歴任
地域問題や労働問題、自身の経験による中小企業によるＭ＆Ａの実情に詳しく講演も多数行っている。